# 이원기
이원기(李源祺, 1899 ~ 1942)는 한국의 독립운동가이다. 본관은 진보.

## 생애
1925년 의열단과 정의부에 가입하였고 장진홍의 대구은행 폭파사건에 연루, 주모자로 몰려 대구형무소에서 3년간 복역했다. 이때 받은 고문의 후유증은 그를 평생 불구의 몸으로 살게 하였다. 1990년 건국애족장이 추서되었고 호는 일화(一荷)이다.

## 가족관계
- 조부 이중직(李中稙, ?~1916)
- 조모 오종(吳鐘, ?~?)
  - 아버지 이가호(李家鎬, ?~1941)
  - 어머니 허길(許佶, 1876~1942)
  - 아들 이동영(李東英, 1933~2007)
- 동생 이원록(이육사)(李源祿, 1904~1944)
- 동생 이원일(李源一, 1906~?)
- 동생 이원조(李源朝, 1909~1955)
- 동생 이원창(李源昌, 1914~?)
  - 조카 이동박(李東博, 1941~)
- 동생 이원홍(李源洪, ?~?)